# Luciano Martín Galletti
Luciano Martín Galletti (Mar del Plata, 9 d'abril de 1980) és un futbolista argentí, que ocupa la posició de migcampista.

## Trajectòria
Va iniciar la seua carrera a Estudiantes de La Plata, equip en el qual hi va jugar son pare, Rubén Horacio Galletti durant els anys 70. El 1999 va ser el màxim golejador del Torneig Juvenil de Sud-amèrica, la qual cosa va atraure l'interès d'equips europeus. Va marxar a Itàlia, però no va reeixir i va retornar a Estudiantes.
El 2001 torna a provar sort i fitxa pel Reial Saragossa. Va romandre quatre temporades al club aragonès, marcant el gol definitiu a la final de la Copa del Rei davant el Reial Madrid. El 2005 fitxa per l'Atlètic de Madrid per 4 milions d'euros.
Hi roman dues campanyes al club matalasser abans de recalar a l'Olympiacos FC grec per 2,5 milions d'euros. A la campanya 08/09 va ser màxim golejador del campionat grec amb 14 gols, compartit amb el jugador de l'AEK Atenes Ismael Blanco.

## Selecció
Galletti ha estat internacional amb l'Argentina en 13 ocasions, tot marcant un gol. Va participar en la Copa Confederacions de 2005.

## Títols
- Torneig Juvenil Sud-americà 1999
- Copa del Rei 2004
- Supercopa espanyola 2004
- Supercopa de Grècia 2007
- Lliga de Grècia 07/08, 08/09
- Copa de Grècia 2008, 2009